# Hans Bausch
Hans Bausch (* 23. Dezember 1921 in Waldshut; † 23. November 1991 in Bühl) war Journalist und von 1958 bis 1989 Intendant des Süddeutschen Rundfunks in Stuttgart (heute Südwestrundfunk).

## Leben
Hans Bausch war der Sohn des Zentrumspolitikers Anton Bausch. Er studierte in Tübingen Geschichte, Politikwissenschaft, Philosophie und Kunstgeschichte und begann danach seine publizistische Laufbahn 1948 als Redakteur bei der Schwäbischen Post. 1950 ging er zum Südwestfunk und war dort von 1952 bis 1956 landespolitischer Hörfunkkorrespondent in Stuttgart sowie Korrespondent beim Bundesverfassungsgericht in Karlsruhe. 1955 promovierte er bei Hans Rothfels über das Thema Der Rundfunk im politischen Kräftespiel der Weimarer Republik. Hans Bausch war verheiratet mit Gisela Bausch, geb. Ehren und hatte mit ihr drei Töchter und zwei Söhne.
1958 trat Hans Bausch gegen den amtierenden Intendanten des Süddeutschen Rundfunks Fritz Eberhard an und wurde gewählt. Sein 1956 errungenes Mandat als CDU-Abgeordneter im Landtag von Baden-Württemberg legte er nach seiner Wahl zum Intendanten nieder.
Im Streit um ein privates zweites Fernsehprogramm in den Jahren um 1960 bezog Hans Bausch eine deutlich ablehnende Haltung und positionierte sich in diesem Punkt als dezidierter Gegner Konrad Adenauers. Weiterhin fielen in Bauschs Zeit beim SDR u. a. die Einführung des dritten Hörfunkprogramms, die Regionalisierung im Hörfunk sowie der Ausbau der SDR-Studios und des SDR-Fernsehens in Baden-Württemberg.
Von 1962 bis 1972 und von 1986 bis 1991 war Bausch Vorsitzender der Historischen Kommission der ARD.

## Hans Bausch Mediapreis
Der Hans Bausch Mediapreis des SWR wurde 1983 vom SDR zum 25-jährigen Dienstjubiläum des damaligen Intendanten Hans Bausch erstmals verliehen und erhielt 1992 den Namen Hans Bausch Mediapreis. Am 30. März 1992 wurde er zu Händen Claudia Mast postum an Hans Bausch verliehen, der damit insbesondere für seine Verdienste um das Fachgebiet Kommunikationswissenschaft und Journalistik der Universität Hohenheim ausgezeichnet wurde. Der SWR führt die gleichnamige Stiftung fort und verleiht die mit 5.000 Euro dotierte Auszeichnung an Persönlichkeiten oder Organisationen, „die sich um die Förderung von Medienpublizistik, -forschung und -pädagogik verdient gemacht haben“. Der Preis wurde bis 2009 alle ein bis zwei Jahre verliehen. Im Jahr 2021 wurde er neu aufgelegt.

## Werke (Auswahl)
- Hans Bausch: Der Rundfunk im politischen Kräftespiel der Weimarer Republik 1923–1933. Mohr, Tübingen 1956. (Mit einer Einleitung von Hans Bredow.)
- Hans Bausch: Rundfunkpolitik nach 1945. 2 Bände, 1980.